# Gangneung
Gangneung (kor. 강릉시) – miasto w Korei Południowej, w prowincji Gangwon. W 2006 liczyło 229 869 mieszkańców.
Miastem partnerskim Gangneung jest japońska miejscowość Chichibu.
Na czterech znajdujących się w Gangneung lodowiskach rozgrywane były dyscypliny lodowe podczas Zimowych Igrzysk Olimpijskich 2018.